# Meandro

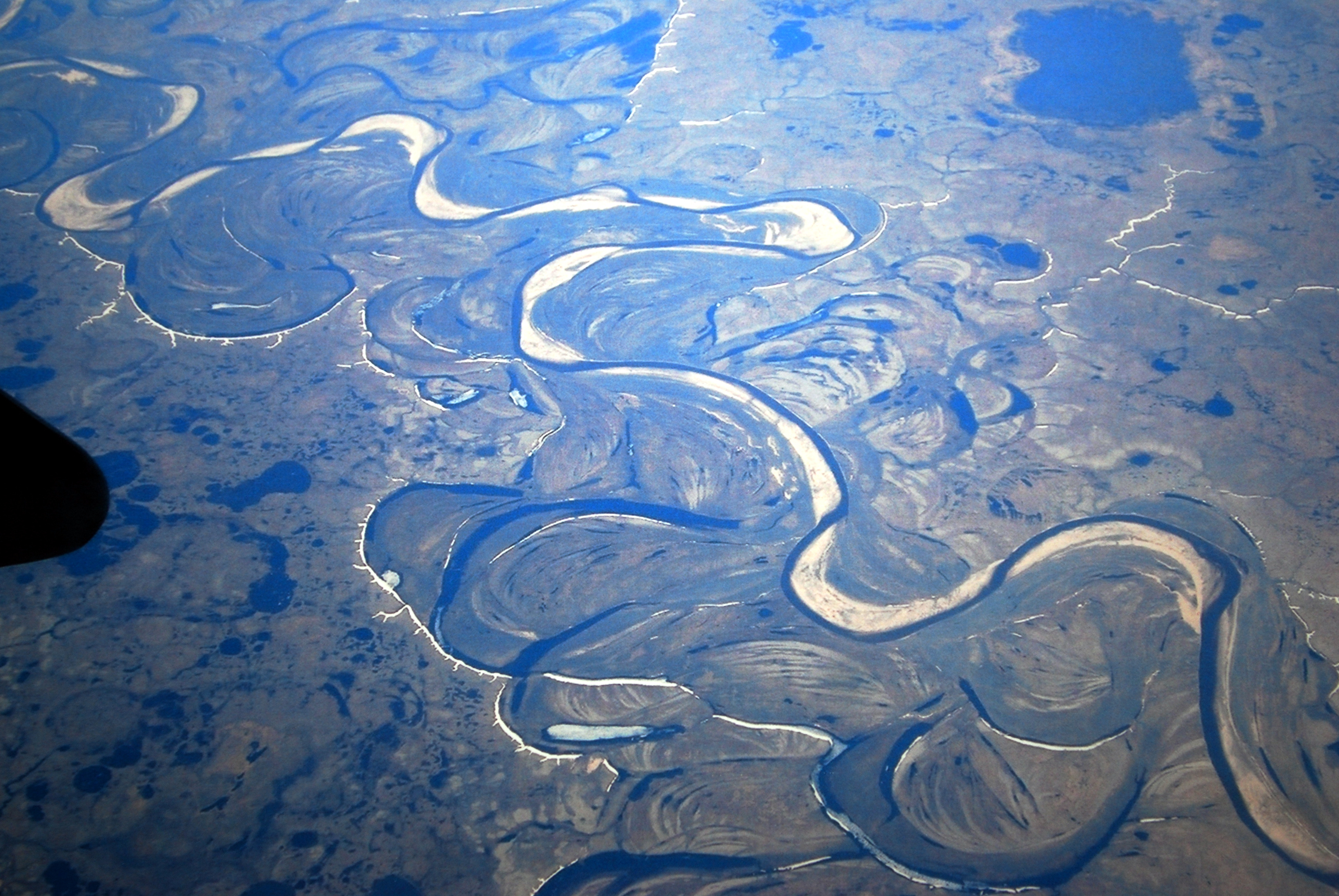
Meandros activos y abandonados en un río de elevada sinuosidad de la península de Yamal (Rusia). En color claro se ven los sedimentos más recientes depositados en las partes convexas de los meandros.

Un hipotético cauce de un arroyo siguiendo un valle inclinado. La pendiente máxima se da a lo largo del eje valle y está representada por un eje de un cauce hipotético recto. El desarrollo de meandros, que alargan el curso, disminuye la pendiente.

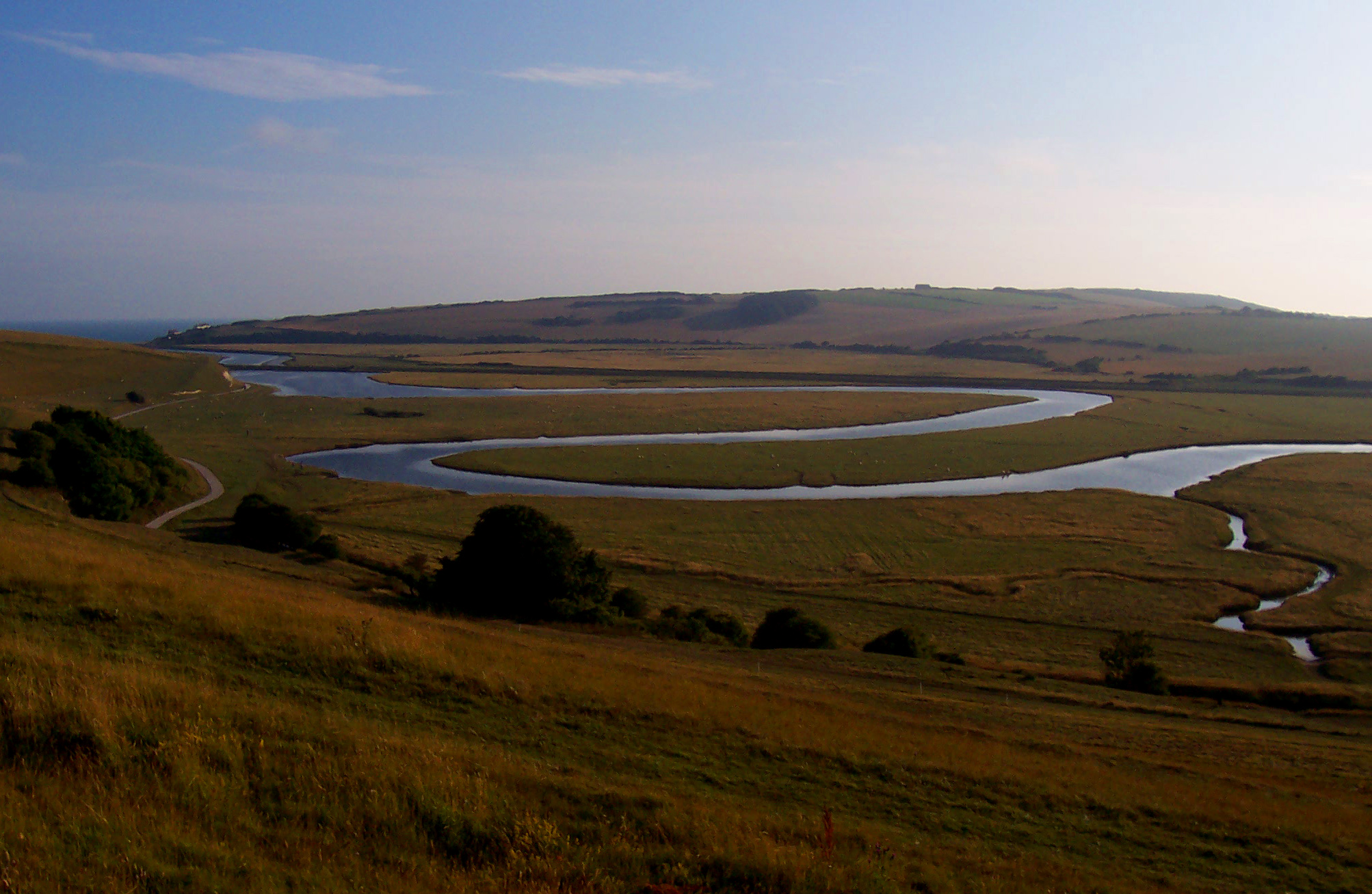
Meandros del río Cuckmere en Inglaterra.

Un meandro es una curva descrita por el curso de un río, cuya sinuosidad es pronunciada. Se forman con mayor facilidad en los ríos de las llanuras aluviales con pendiente muy escasa. Los sedimentos suelen depositarse en la parte convexa del meandro, avanzando la orilla, mientras que en la cóncava, debido a la fuerza centrífuga, predomina la erosión y el retroceso de dicha orilla. La combinación del avance de la orilla en las partes convexas y el retroceso en las cóncavas produce la migración del cauce y, por tanto, el desarrollo del meandro.
Cuando debido a la erosión dos cauces curvos se encuentran, el río corta camino a través de la zona donde se oponen las corrientes y se forma un lago de herradura o de collera de buey (en inglés oxbow lake), ya que los sedimentos cierran la entrada y salida del antiguo meandro, quedando fuera del cauce del río. Algunos de estos meandros secos reciben nombres locales: en Aragón, los meandros secos del río Ebro se llaman galachos; en los Estados Unidos, en el suroeste también son conocidos como «rincón» y en el Sur, a los antiguos brazos y meandros del río Misisipi se les llama bayou, una voz que por extensión se aplica a esos mismos elementos en otros lugares.

## Etimología
La palabra meandro proviene del griego Meandro (Μαίανδρος), nombre de un río de Anatolia hoy llamado Büyük Menderes. Parece ser que el Meandro asombró siempre a los griegos por su forma de avanzar serpenteando. Así el nombre propio se hizo nombre común: el meandro de un río. 

Su curso es tan extremadamente sinuoso que todo lo sinuoso es llamado meándrico.
 Estrabón

## Geometría de los meandros

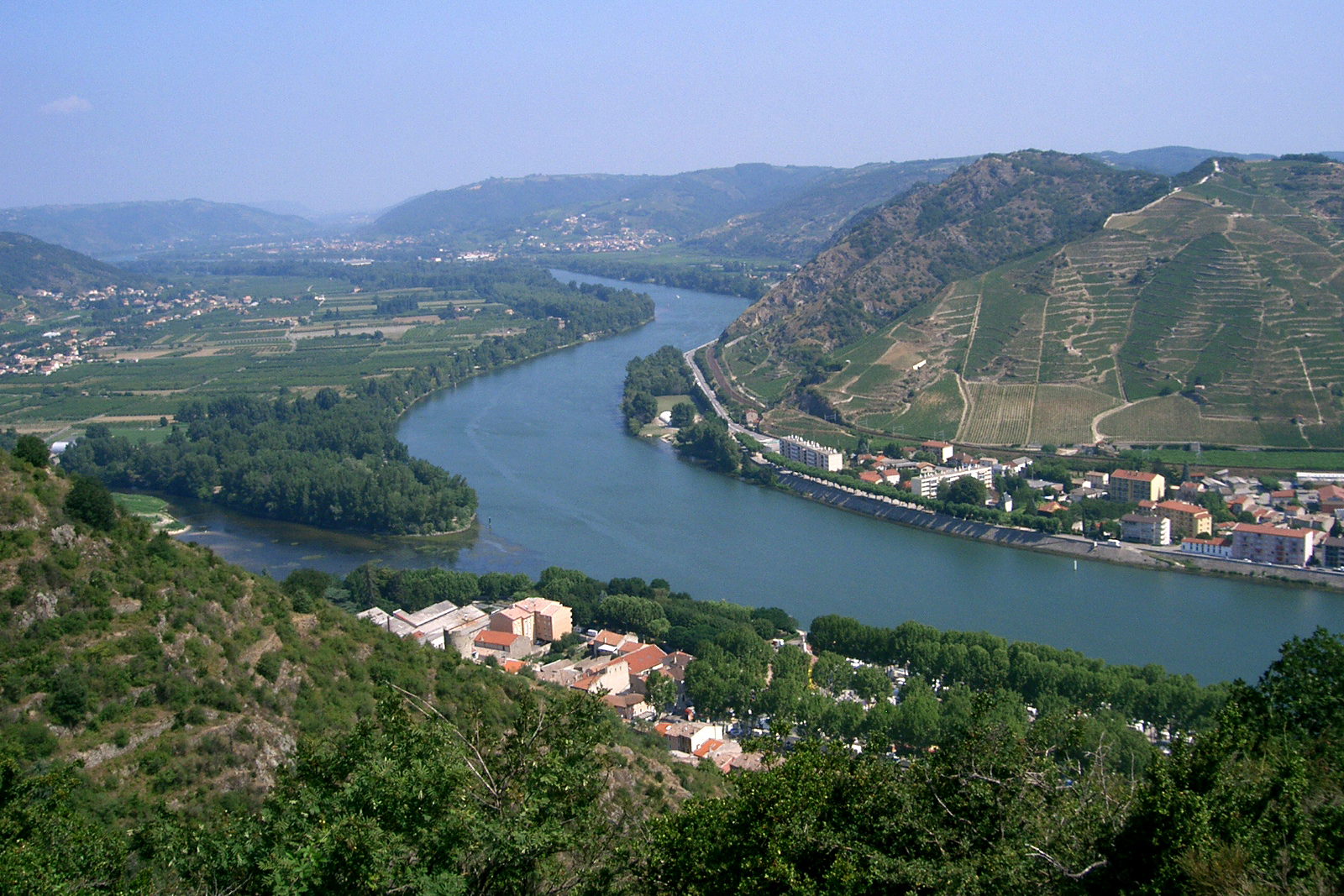
Un meandro del río Ródano.

La descripción técnica de un curso de agua serpenteante se denomina geometría de meandros. Se caracteriza como una forma de onda irregular. Las formas de onda ideales, como una onda sinusoidal, representan una línea gruesa, pero en el caso del curso de un río, la anchura debe ser tomada en consideración. La anchura entre orillas es la distancia del curso medida en una sección transversal en el nivel de crecida del río, por lo general manifestada por las líneas de vegetación más bajas.

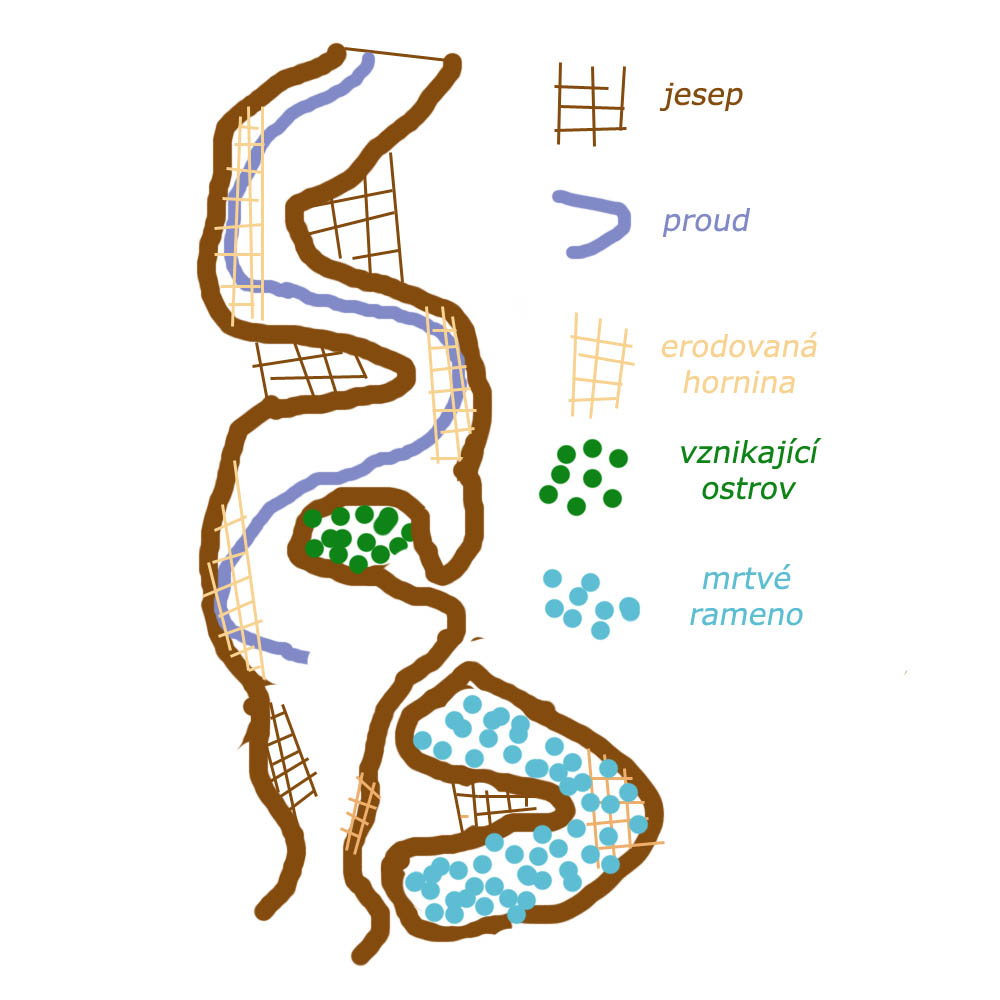
La línea azul es la vaguada o thalweg.

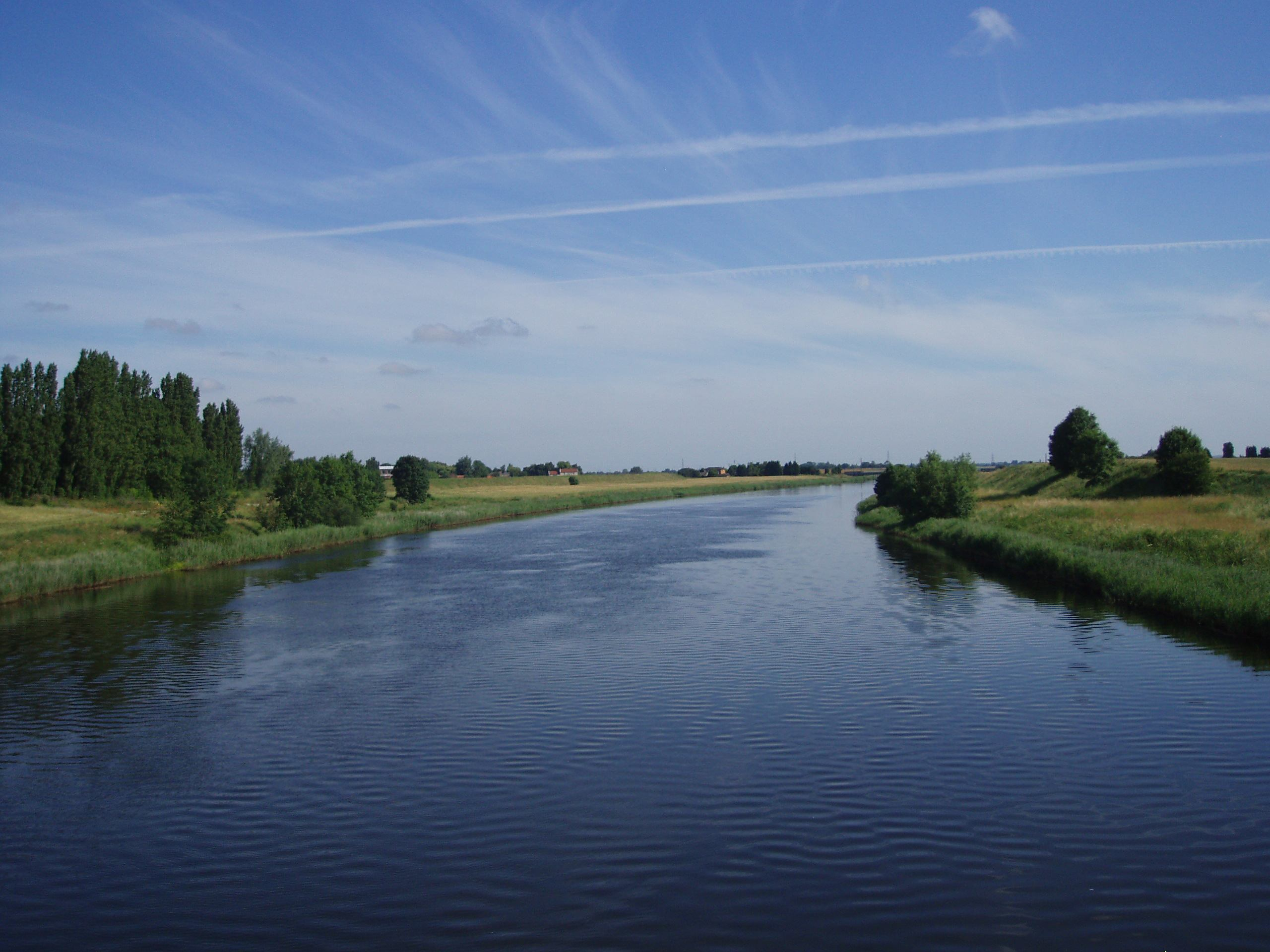
Orilla cóncava y convexa, Great Ouse Relief Channel.

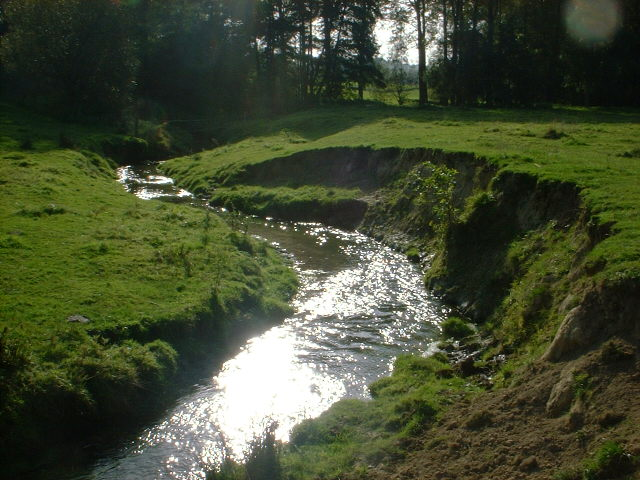
Un meandro.

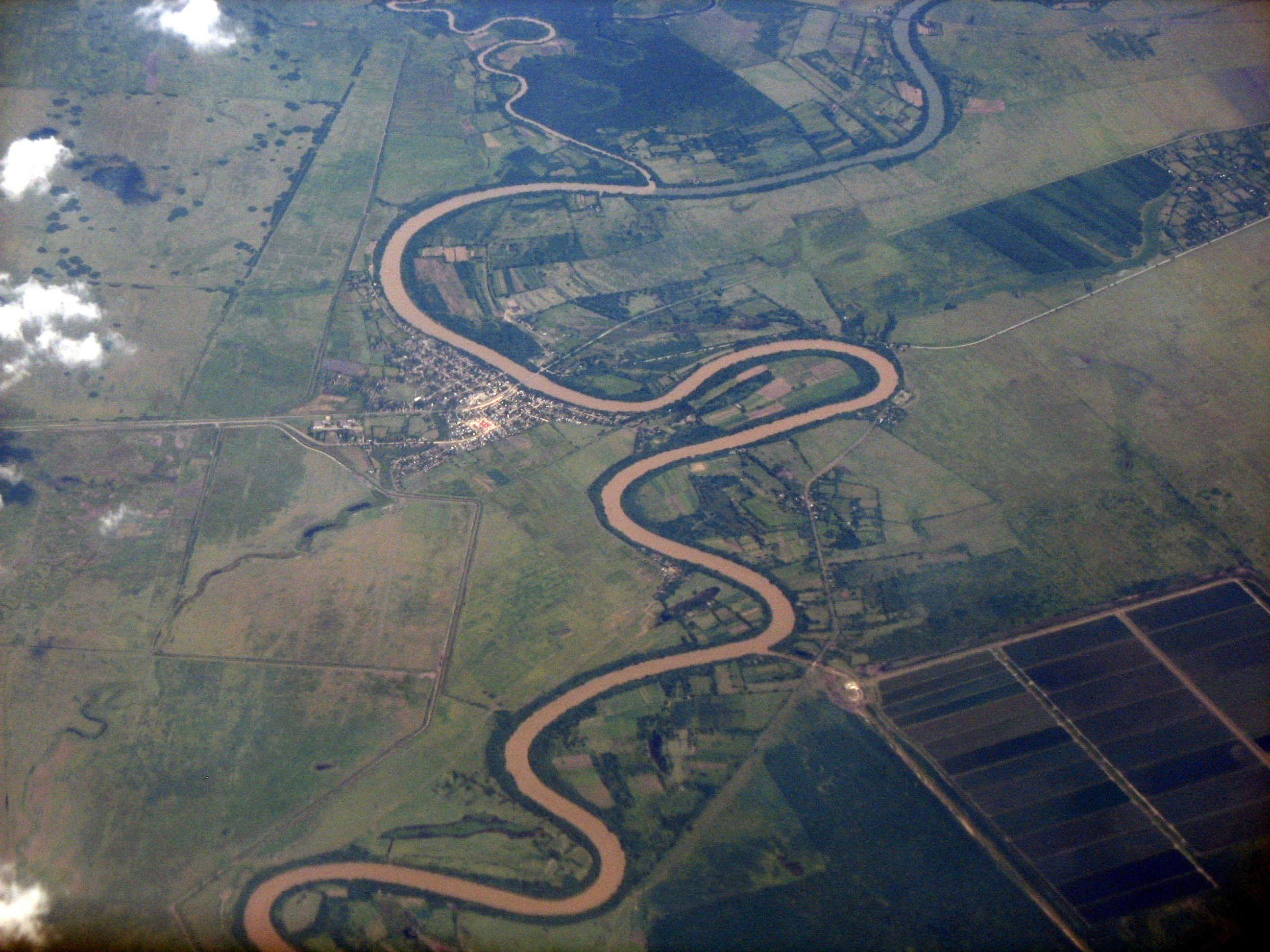
Meandros del río Cauto en Guamo Embarcadero, Cuba.

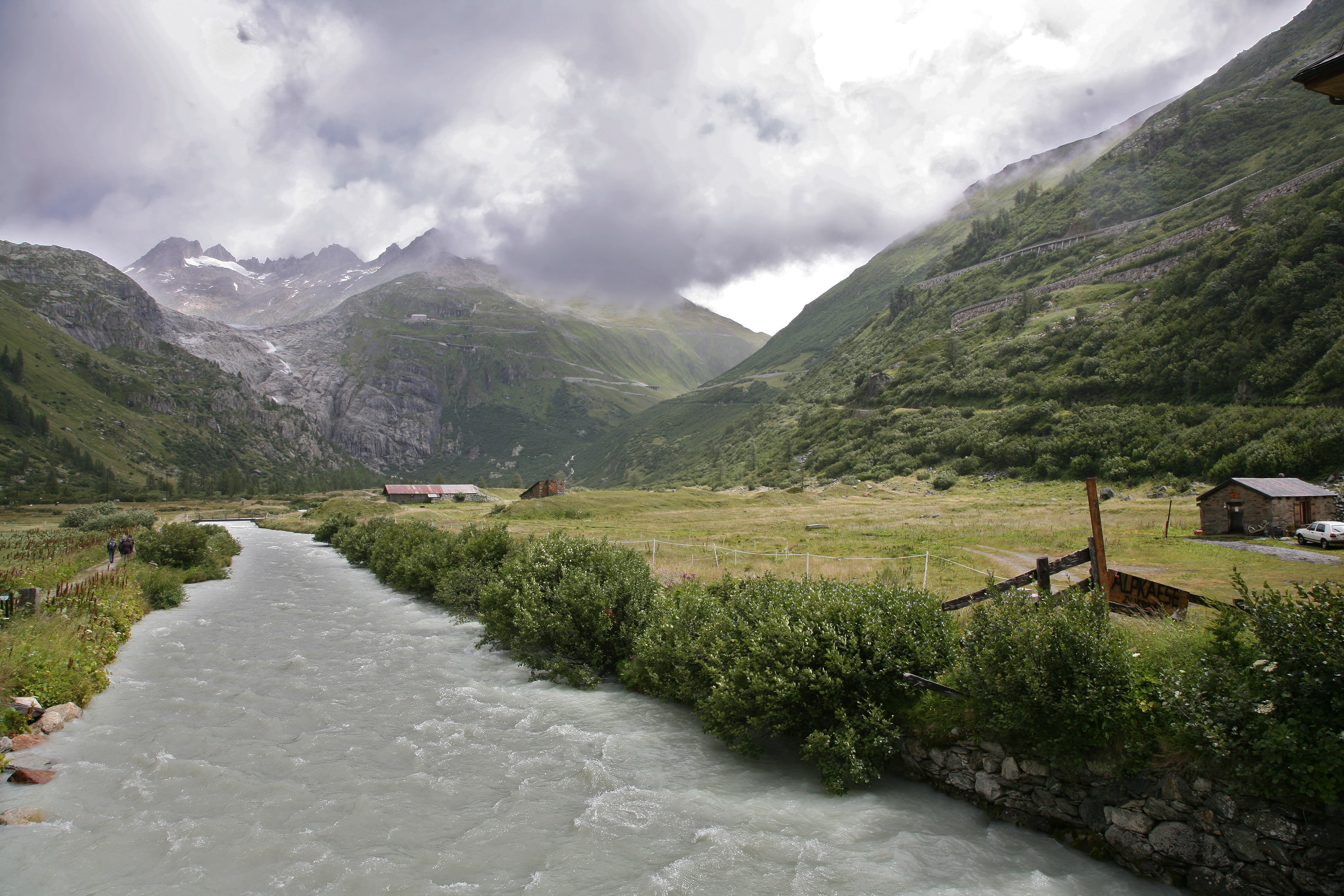
Máxima anchura, en el curso superior del Ródano.

Como la forma de onda de un arroyo meándrico sigue el eje descendente del valle, se puede considerar una línea recta ajustada a la curva de tal forma que la suma de todas las amplitudes medidas en relación con ella sea cero. Este eje representa la dirección general de la corriente. 
En cualquier sección transversal, la corriente sigue el eje sinuoso, la línea media del cauce. Dos puntos consecutivos del eje sinuoso y del valle definen un bucle del meandro. Un meandro está formado por dos bucles consecutivos apuntando en direcciones transversales opuestas. La distancia de un meandro a lo largo del eje del valle es la longitud del meandro o longitud de onda. La máxima distancia del eje del valle al eje sinuoso de un bucle es la anchura o amplitud del meandro. El curso en ese punto es la cúspide o ápex. 
En contraste con las ondas sinusoidales, los bucles de un arroyo serpenteante tiene una forma más circular. La curvatura varía desde un mínimo en el vértice hasta el infinito en el punto de cruce (línea recta), también llamado inflexión, porque la curvatura cambia de dirección en su vecindad. El radio del bucle se considera la línea recta perpendicular a la intersección del eje del valle y el eje sinuoso en el ápex. Como el bucle no es ideal, se necesita información adicional para describirlo. El ángulo de orientación es el ángulo entre el eje sinuoso y el eje del valle en cualquier punto del eje sinuoso. 
Un bucle en el vértice tiene una ribera exterior convexa y una ribera interior cóncava. El cinturón del meandro se define por la anchura de un meandro medio, medida desde la ribera exterior a la otra ribera exterior, en lugar de línea central a línea central. Si hay una llanura de inundación, se extiende más allá del cinturón del meandro: se dice que es un meandro libre -puede encontrarse en cualquier lugar de la llanura inundable. Si no hay una llanura de inundación los meandros son fijos. 
Hay varias fórmulas matemáticas que describen las variables de la geometría de los meandros. Como resultado, algunos parámetros numéricos que aparecen en esas fórmulas puede ser establecidos. La forma de onda depende en última instancia de las características de la corriente, pero los parámetros son independientes de ella y, aparentemente, son causados por factores geológicos. En general, la longitud del meandro es 10-14 veces, con una media de 11 veces, el ancho completo de las orillas y de 3 a 5 veces, con una media de 4,7 veces, el radio de curvatura en el vértice. Este radio es 2-3 veces la anchura del cauce. 
Un meandro tiene un patrón de profundidad también. El cruce se caracteriza por rápidos, o lechos superficiales, mientras que en los ápices están las piscinas. En una piscina la dirección del flujo es hacia abajo, desgastando material del lecho. El mayor volumen, sin embargo, fluye más lentamente en el interior de la curva, donde, debido a la reducción de la velocidad, deposita sedimentos. 
La línea de máxima profundidad, o canal, es la línea de vaguada o línea thalweg. Normalmente designa la frontera cuando los ríos se utilizan como fronteras políticas. La vaguada abraza la ribera exterior y retorna al centro en los rápidos. La longitud de arco del meandro es la distancia a lo largo de la vaguada de un meandro. La longitud del río es la longitud a lo largo de la línea central.

## Formación

Tras la formación de un meandro, el cuello se puede cortar formando meandros abandonados o galachos.

La formación de un meandro es un término un poco equívoco que se refiere a los factores naturales y los procesos que dan lugar a los meandros. La configuración en forma de onda de una corriente está cambiando constantemente. Una vez que se forma un canal sinusoidal este está sometido a un proceso durante el cual la amplitud y la concavidad de los bucles aumenta de manera espectacular por los efectos del flujo helicoidal debido al aumento de la cantidad de erosión que ocurre en el exterior de una curva. En palabras de Elizabeth A. Madera:

(...) este proceso de formación de meandros parece ser un proceso autointensificado ... en el que una mayor curvatura provoca más erosión de la orilla, lo que se traduce en una mayor curvatura (...)
Elizabeth A. Madera

El flujo helicoidal se explica como una transferencia de momento desde el interior de la curva hacia el exterior. Tan pronto como la corriente entra en una curva parte de ese momento se convierte en momento angular, y su conservación requeriría un aumento de la velocidad en el interior y una disminución en el exterior, exactamente lo contrario de lo que sucede. La fuerza centrífuga eleva la superficie en el exterior, moviendo la superficie del agua transversalmente. Esta agua se mueve hacia abajo para reemplazar el agua del subsuelo empujado de vuelta al final de la curva. El resultado es el flujo helicoidal, y cuanto mayor es la curvatura, mayor es el momento angular y más fuertes las corrientes cruzadas.
La cuestión a dilucidar es la razón por la que los arroyos de cualquier tamaño se vuelven sinuosos por vez primera. Hay varias teorías, no necesariamente excluyentes entre sí. 

### Teoría  estocástica
La teoría estocástica puede tomar muchas formas, pero una de las más generales es la formulada por Scheidegger:

El tren de meandros se supone que es el resultado de las fluctuaciones estocásticas de la dirección del flujo, debidas a la presencia aleatoria de los cambios de dirección por obstáculos en el curso del río.
Scheidegger

Sin embargo, en el caso de una zona de escasa pendiente, el caudal de las corrientes fluviales pueden dar origen a revueltas o meandros que no siempre se deben al azar, ya que predominan los meandros hacia la izquierda (es decir, hacia el este debido al movimiento de rotación terrestre y a la consecuente mayor o menor energía disipada por la corriente de acuerdo a dicho movimiento. Las superficies naturales son erosionables en diferentes grados según la pendiente y la constitución del suelo y del subsuelo. El resultado de todos los factores físicos que actúan al azar motiva que los cursos no sean rectos, y que luego se conviertan progresivamente en sinuosos. Incluso los cursos o canales que parecen rectos tienen una vaguada sinuosa que conduce finalmente a un canal sinuoso al irse exagerando.

### Teoría del equilibrio
En la teoría del equilibrio, los meandros disminuyen hasta que el gradiente de la corriente alcanza un equilibrio entre la erosionabilidad del terreno y la capacidad de transporte de la corriente (tanto de agua como de depósitos). Una masa de agua descendente debe renunciar a la energía potencial, que, habida cuenta de que tiene la misma velocidad en el final que al principio, se elimina por la interacción con el material del lecho de la corriente. La distancia más corta, es decir, un canal recto, da los resultados más altos de energía por unidad de longitud, lo que altera más los cauces, crea más sedimentos y la agradación de la corriente. La presencia de meandros a lo largo del curso permite ajustar la longitud hasta lograr un equilibrio de energía por unidad de longitud en que la corriente lleva lejos todos los sedimentos que produce. 

### Teoría geomórfica/morfotectónica
Geomórfico se refiere a la estructura de la superficie del terreno y morfotectónico tiene que ver con lo más profundo, o tectónico (la placa), con la estructura de la roca. Las características incluidas en estas categorías no son al azar y guían los arroyos por caminos no aleatorios. Son los obstáculos previsibles los que instigan la formación de meandros para desviar el arroyo. Por ejemplo, un banco de arena (geomórfico) podría desviar el arroyo, causando o influyendo en el patrón de meandros, o la corriente puede ser guiada por la existencia de una falla (morfotectónica).

## Accidentes geográficos asociados

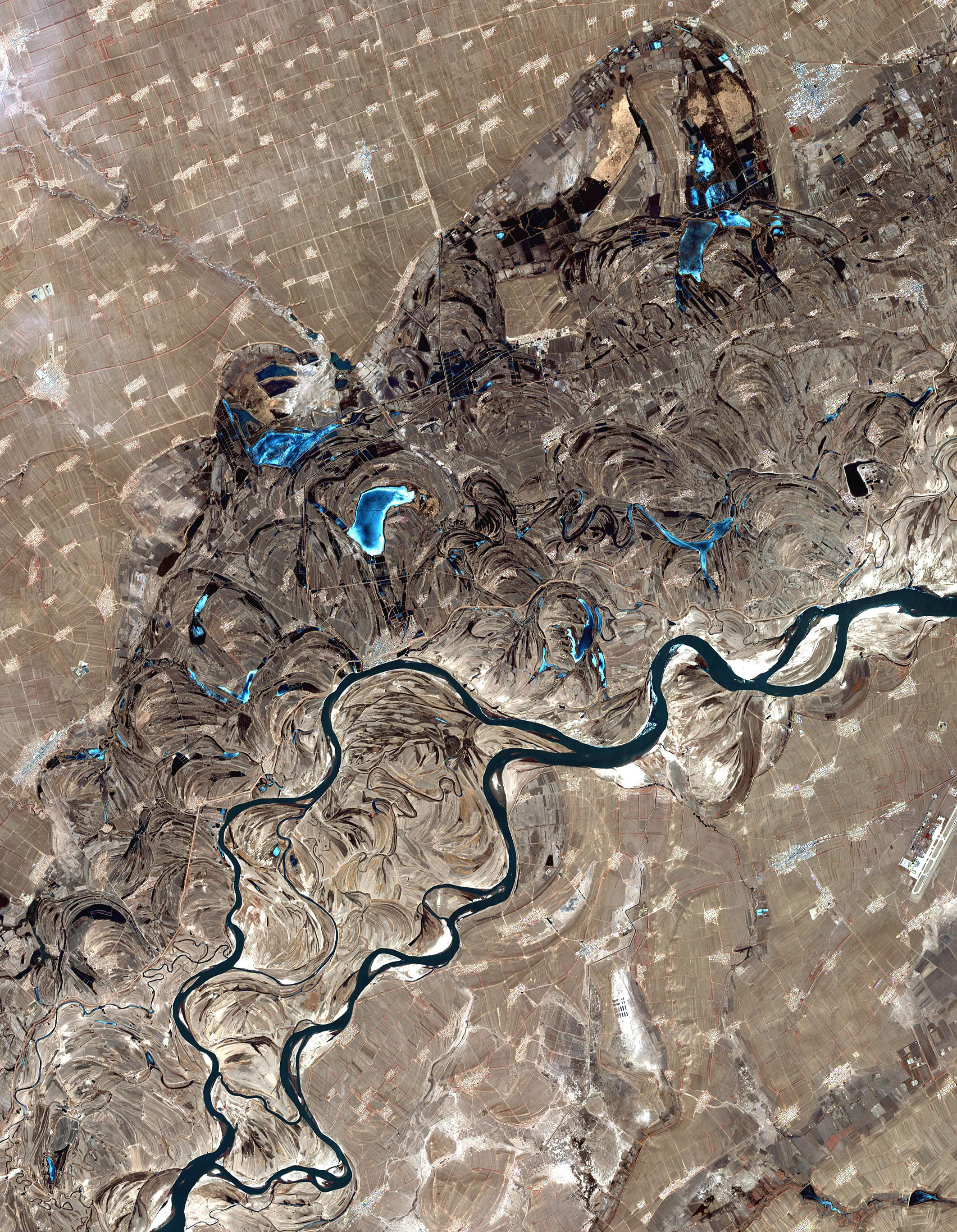
Meandros, barras de desplazamiento y meandros encajados en el río Songhua.

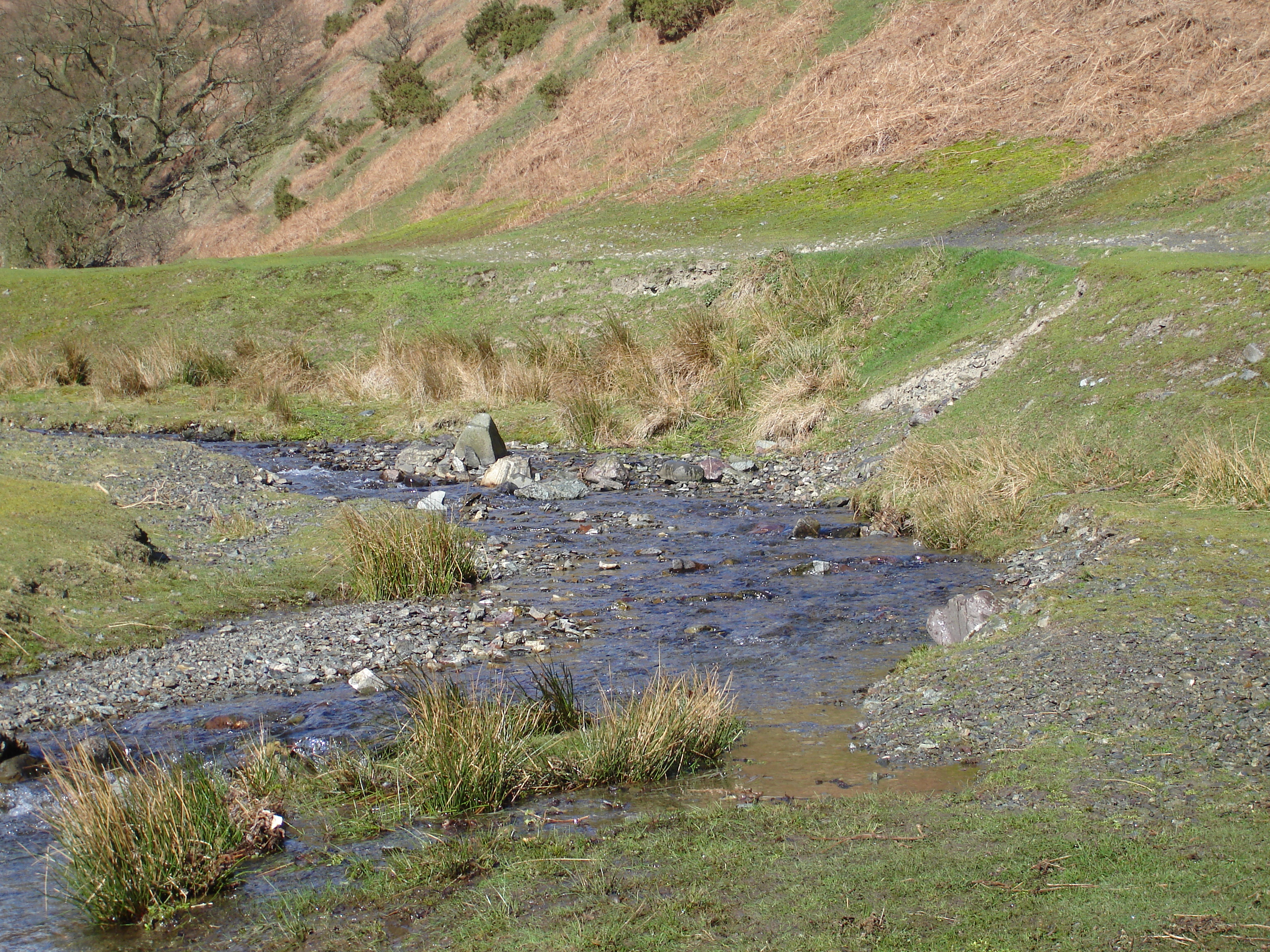
El deslizamiento deposicional de la pendiente está a la izquierda, mientras que hay un pequeño acantilado del río a la derecha.

### Mecánica de la erosión
La mayoría de los meandros se producen en el curso inferior del río. La erosión es mayor en el exterior de la curva donde la velocidad es mayor. La deposición de sedimentos se produce en el borde interior debido a que el río, desplazándose lentamente, no puede llevar su carga de sedimentos,  creando un deslizamiento de la pendiente, llamado un punto bar (point bar). El movimiento más rápido en el exterior de la curva tiene más capacidad erosiva y el meandro tiende a crecer en la dirección hacia fuera de la curva, formando un pequeño acantilado o ribera recortada (cut bank). Esto puede observarse en las zonas en que crecen sauces en las riberas de los ríos; en el interior de los meandros, los sauces están a menudo muy lejos de la orilla, mientras que en el exterior de la curva, las raíces de los sauces están a menudo expuestas inferiormente lo que, finalmente, lleva a los árboles a caer en el río. Esto muestra la circulación del río. La caída se produce por lo general en las partes cóncavas de las orillas, provocando movimientos de masas, tales como deslizamientos. 

### Tipos

#### Meandros divagantes
Constituyen los meandros más frecuentes en el curso inferior de los ríos. Su presencia indica una pendiente muy escasa del río y son los depósitos de las riberas, especialmente de la orilla derecha, los que obligan al río a serpentear sobre un cauce divagante.

#### Meandros encajados

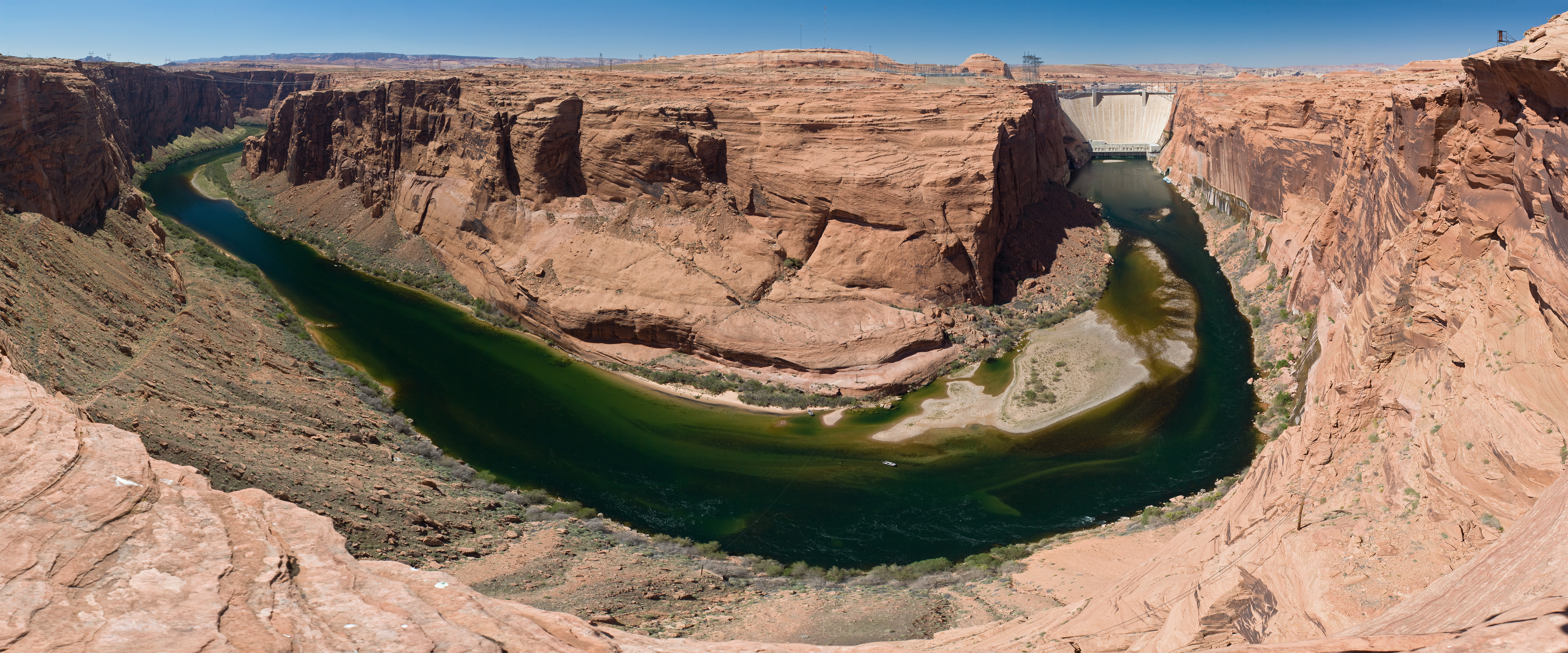
Cañón Glen.

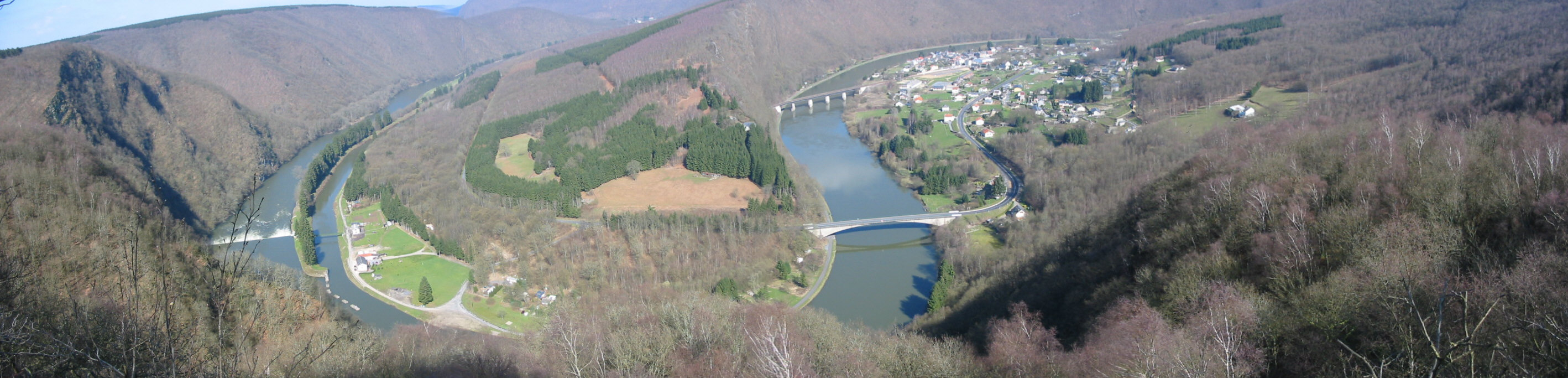
Meandros encajados en el río Mosa, en las Ardenas.

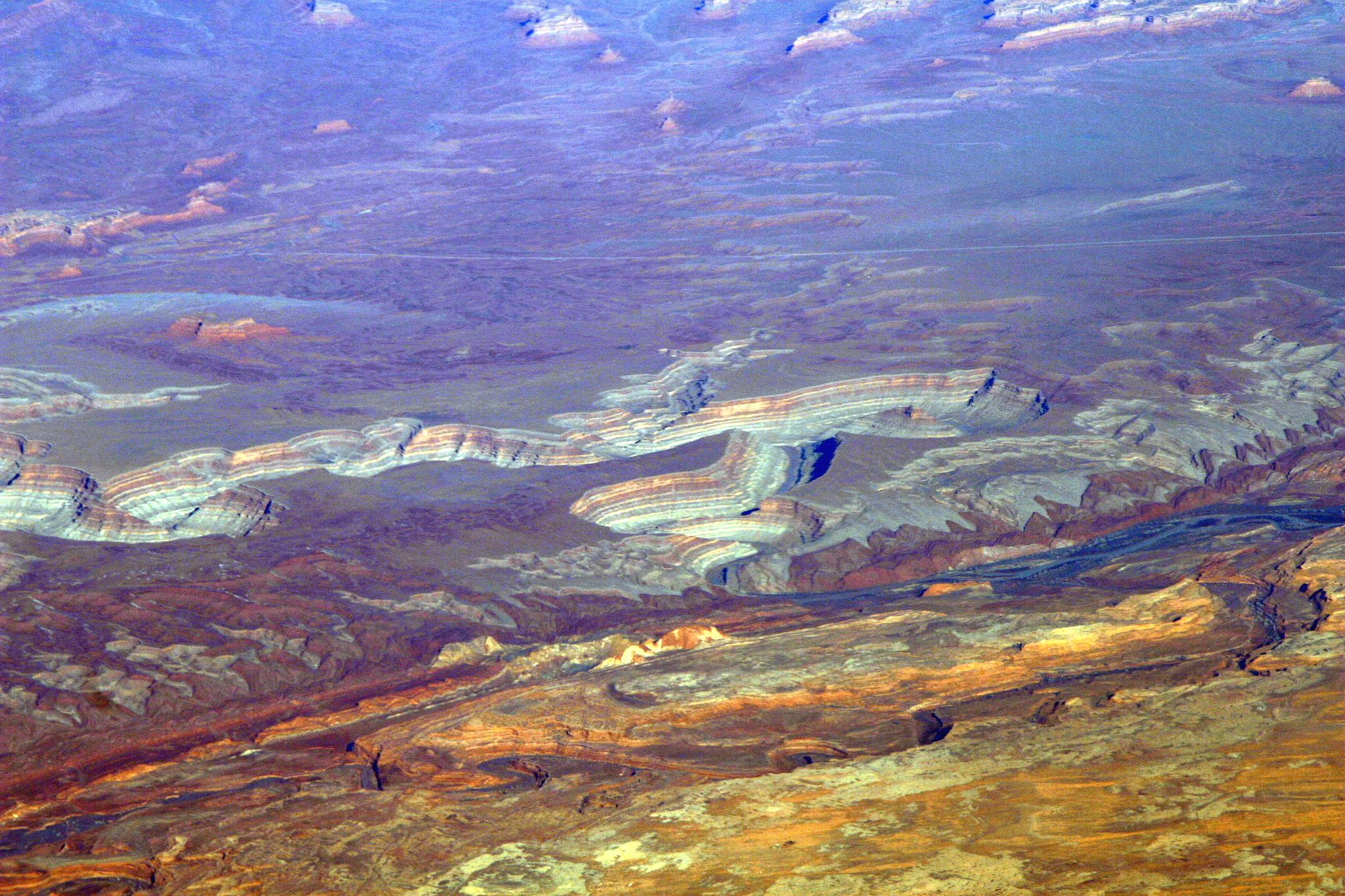
Orillas de ganso (Goosenecks) del río San Juan, SE Utah. Obsérvese el meandro cortado en el centro derecha.

Si la región por la que circula la corriente se ve sometida más tarde a una elevación tectónica, los cursos meándricos reanudan de nuevo la erosión hacia abajo, en un proceso conocido como rejuvenecimiento. Los meandros acabaran siendo un profundo valle, y son conocidos como meandros encajados. Los ríos de la meseta de Colorado y los arroyos de la meseta de Ozark tiene varios meandros destacados de este tipo. Los meandros encajados también pueden formarse con un descenso global del nivel básico debido al descenso en el nivel del mar. Los meandros encajados son lugares deseables para la construcción de fortificaciones.

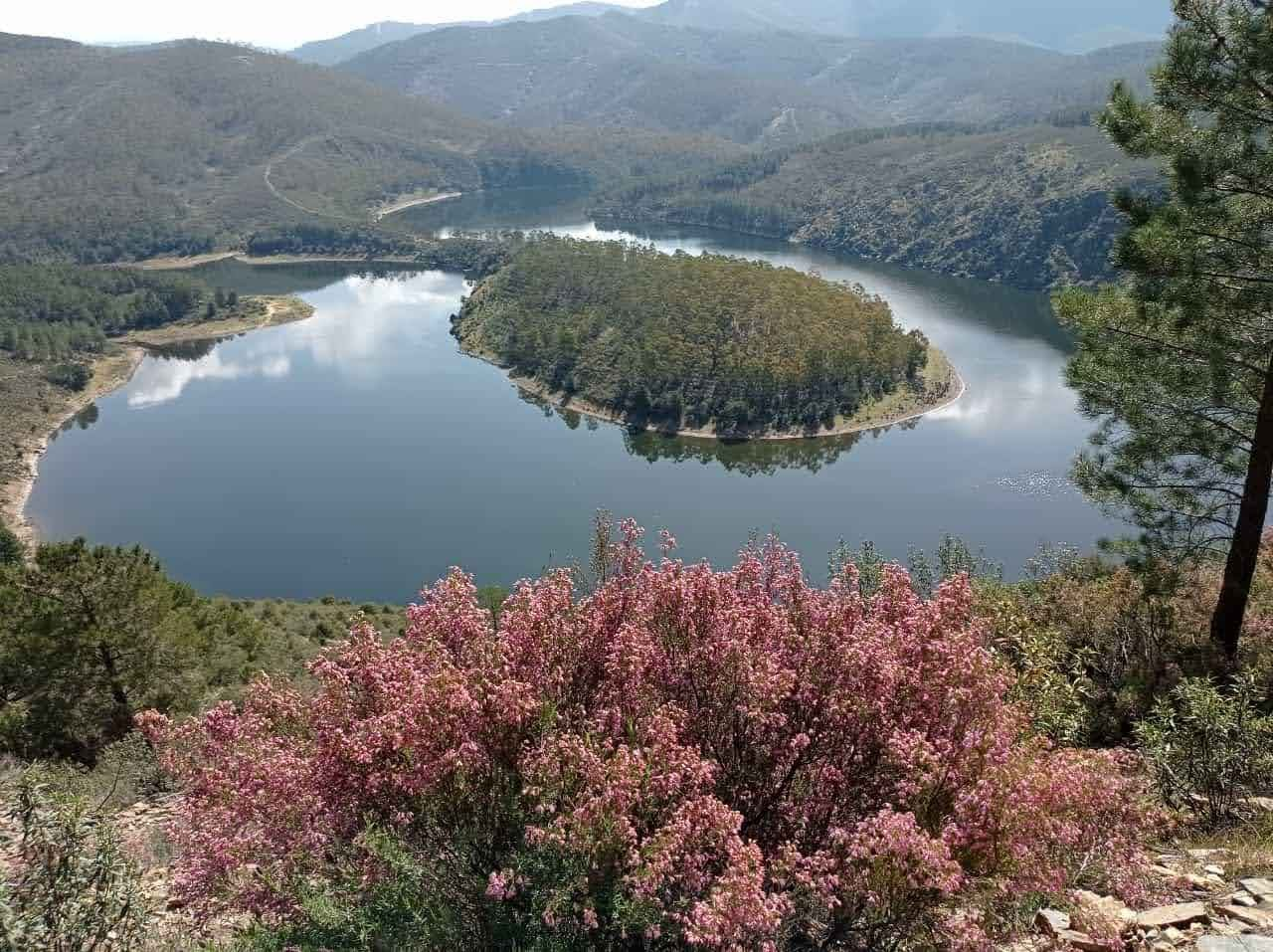
Meandro Melero

#### Meandro abandonado
Los meandros abandonados, lagos en herradura, galachos en aragonés (oxbow lake en inglés) se crean cuando crecen cada vez más los meandros y se entrecruzan unos con otros, cortando un bucle del meandro, y dejándolo sin corriente activa. Con el tiempo, estos brazos abandonados tienden a secarse o rellenarse con sedimentos.
En el suroeste de los Estados Unidos también es conocido como un «rincón» Un ejemplo destacado, en el lago Powell, se llama apropiadamente «El Rincón».

#### Barras
Las barras son el resultado de continuas migraciones laterales de un bucle de un meandro que crea una cresta asimétrica y una topografía deprimida en el interior de las curvas. La topografía, en general, paralela al meandro está relacionada con la migración de las formas de barra y caídas de vuelta en el que se tallan los sedimentos a cabo desde el exterior de la curva y el depósito de sedimentos en el agua que fluye lento en el interior del bucle, en un proceso llamado acreción lateral. Las barras de sedimentos se caracterizan por el cruce del cauce y un patrón de refinados alzamientos. Estas características son el resultado de la dinámica fluvial del sistema, donde los granos más grandes transportan alta energía durante las crecidas y luego caen poco a poco hacia abajo, depositando material más pequeño con el tiempo (Batty 2006). Los depósitos en los meandros de los ríos son, por lo general, homogénea y lateralmente expansivos a diferencia de los más heterogéneos depósitos del río.
Hay dos patrones de depósito de las barras: el patrón de acreción de Eddy y el patrón de punto bar. Cuando se mira el valle del río se pueden distinguir porque el punto-bar son pautas de desplazamiento convexo y la acreción Eddy son cóncavos. Las barras a menudo son más claras en las cimas de las cordilleras y más oscuras en las canales. Esto se debe a que la parte superior puede ser modelada por el viento, ya sea añadiendo o quitando granos y manteniendo la zona sin vegetación, mientras que la oscuridad en las canales puede atribuirse al lavado de limo y arcillas en períodos de crecida. Esto añade sedimentos además de que el agua que queda en las canales es, a su vez, un entorno favorable para la vegetación que también se acumula en la canales.

## Conceptos asociados
La ratio de meandros o índice de sinuosidad es un medio de cuantificar la cantidad de meandros de un río o arroyo (cuánto se desvía su curso de la ruta más corta posible). Se calcula como la longitud del curso dividida por la longitud del valle. Un río perfectamente recto tendría una ratio de meandros de 1 (que sería la misma longitud que su valle), mientras que cuanto mayor que 1 sea la ratio, más meandros tendrá el río. 
El índice de sinuosidad se calcula a partir de un mapa o de una fotografía aérea midiendo la distancia, conocida como alcance, que debe ser de al menos 20 veces el ancho promedio del cauce. La longitud de la corriente se mide por la vaguada o thalweg, la longitud más el alcance, mientras que el valor inferior de la relación es la longitud valle abajo o la distancia aérea de la corriente entre dos puntos que fijan el alcance. 
El índice de sinuosidad desempeña un papel en las descripciones matemáticas de los arroyos. El índice puede que necesite ser elaborado a causa de que el valle no tenga siempre meandros; por ejemplo, la longitud valle abajo no es idéntica al alcance. En este caso, el índice del valle es el ratio meandro del valle, mientras que el índice de canal es el ratio de meandro del canal. El índice de sinuosidad del canal es la longitud del canal dividida por la longitud del valle estándar y el índice de sinuosidad es el índice de canal dividido por el índice de valle. Las distinciones pueden llegar a ser incluso más sutiles.
El índice de sinuosidad tiene también una utilidad no-matemática. Los arroyos pueden ser clasificados en categorías de acuerdo a esos índices; por ejemplo, cuando el índice se encuentra entre 1 y 1,5 el río es sinuoso, mientras que si se encuentra entre 1,5 y 4 se considera que tendrá meandros. El índice es, por tanto, una medida también de la velocidad del agua y de la carga de sedimentos, que serán máximos en un índice de 1 (se considera en ese caso que sigue una trayectoria recta).

## Características geométricas

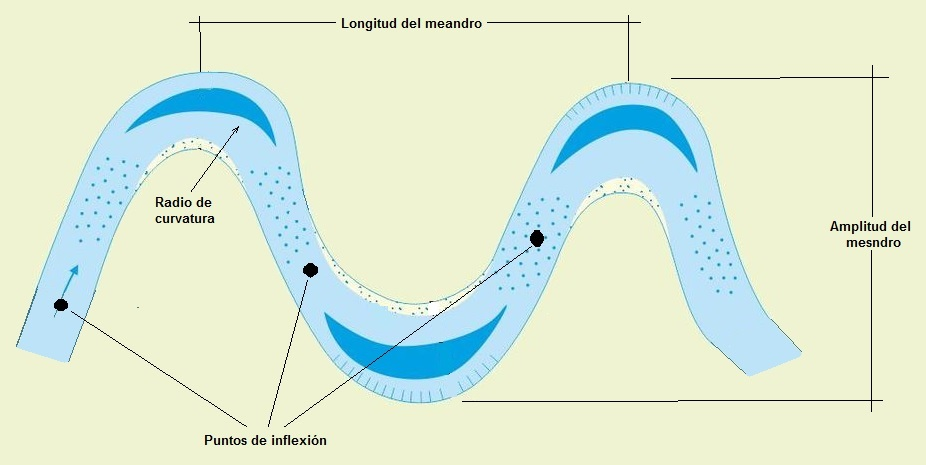
Características de los meandros

Lóbulo del meandro

Con base en estudios de carácter estadísticos y mediante regresiones algunos autores como Leopold han podido establecer algunas relaciones entre la longitud de los meandros (L) y el ancho del canal (w) y también con el radio medio de curvatura (rm). A continuación se dan las fórmulas empíricas calculadas por el investigador.
{\displaystyle L=4.7*{r_{m}}^{0.96}}
{\displaystyle L=10.9*w^{1.01}}

Donde L; rm; y, w se expresan en pies.